# Mon paradis (tournée)
 (mars 2024).
Cet article concerne la tournée. Pour l'album, voir Mon paradis (album).

Mon paradis est le nom de la tournée 2007 et 2008 de Christophe Maé qui comporte 135 concerts.

## Ordre des chansons
1. Mon paradis
2. Ma vie est une larme
3. L'art & la manière
4. Maman
5. Va voir ailleurs
6. On s'attache
7. Ça fait mal
8. Belle demoiselle
9. Mon pti gars
10. Medley (Don't Lie, Jackson's five, Murder she wrotes)
11. Parce qu'on sait jamais
12. Could you be loved
13. Mon père spirituel
14. C'est ma terre
15. Spleen
16. Ca marche
17. On s'attache

## Première Partie
- Davide Esposito
- Ben Ricour
- Louisy Joseph
- William Baldé
- Taïro

## Dates et lieux des concerts
| Numéro           | Date              | Ville                  | Pays       | Salle                            |
| ---------------- | ----------------- | ---------------------- | ---------- | -------------------------------- |
| Première Partie  |                   |                        |            |                                  |
| 1                | 23 avril 2007     | Lille                  | France     | Splendid                         |
| 2                | 24 avril 2007     | Forges-les-Eaux        | France     | Espace J. Bauchet                |
| 3                | 26 avril 2007     | Paris                  | France     | Élysée-Montmartre                |
| 4                | 22 mai 2007       | Paris                  | France     | Élysée-Montmartre                |
| 5                | 6 juin 2007       | Paris                  | France     | La Cigale                        |
| 6                | 21 juillet 2007   | Carpentras             | France     | Grand Théâtre                    |
| 7                | 3 août 2007       | Berck                  | France     | Palais des sports                |
| 8                | 5 août 2007       | Bandol                 | France     | M6 Live                          |
| 9                | 18 août 2007      | Nice                   | France     | Théâtre Verdure                  |
| 10               | 29 septembre 2007 | Mondorf-les-Bains      | Luxembourg | Salle des Fêtes du Casino        |
| 11               | 2 octobre 2007    | Lille                  | France     | Splendid                         |
| 12               | 3 octobre 2007    | Saint-Amand-les-Eaux   | France     | Le Pasino                        |
| 14               | 4 octobre 2007    | Bruay-la-Buissière     | France     | Espace Grosseny                  |
| 15               | 5 octobre 2007    | Dunkerque              | France     | Salle Europe                     |
| 16               | 6 octobre 2007    | Épernay                | France     | Palais des fêtes                 |
| 17               | 9 octobre 2007    | Ludres                 | France     | Espace Chaudeau                  |
| 18               | 10 octobre 2007   | Strasbourg             | France     | La Laiterie                      |
| 19               | 11 octobre 2007   | Florange               | France     | La Passerelle                    |
| 20               | 12 octobre 2007   | Mulhouse               | France     | Noumatrouff                      |
| 21               | 13 octobre 2007   | Pont-à-Mousson         | France     | Espace Montrichard               |
| 22               | 16 octobre 2007   | Lyon                   | France     | Le Transbordeur                  |
| 23               | 17 octobre 2007   | Clermont-Ferrand       | France     | La Coopé                         |
| 24               | 18 octobre 2007   | Bourg-lès-Valence      | France     | Théâtre Le Rhône                 |
| 25               | 19 octobre 2007   | Lausanne               | Suisse     | Métropole                        |
| 26               | 20 octobre 2007   | Genève                 | Suisse     | Casino                           |
| 27               | 23 octobre 2007   | Péronne                | France     | Esp. Mac Orlan                   |
| 28               | 24 octobre 2007   | Amiens                 | France     | Mégacité                         |
| 29               | 25 octobre 2007   | Beauvais               | France     | Elispace                         |
| 30               | 26 octobre 2007   | Le Mans                | France     | L'Oasis                          |
| 31               | 27 octobre 2007   | Caen                   | France     | La Fonderie                      |
| 32               | 31 octobre 2007   | Châteaudun             | France     | Espace Malraux                   |
| 33               | 1er novembre 2007 | Rouen                  | France     | Expo 7                           |
| 34               | 2 novembre 2007   | Montlouis-sur-Loire    | France     | Esp. Ligéria                     |
| 35               | 3 novembre 2007   | Rennes                 | France     | La Cité                          |
| 36               | 4 novembre 2007   | Brest                  | France     | La Carène                        |
| 37               | 7 novembre 2007   | Paris                  | France     | Zénith                           |
| 38               | 9 novembre 2007   | Angers                 | France     | Salle Carmet                     |
| 39               | 10 novembre 2007  | Saint-Lô               | France     | Le Normandy                      |
| 40               | 12 novembre 2007  | Nantes                 | France     | La Carrière                      |
| 41               | 13 novembre 2007  | Bordeaux               | France     | La Medoquine                     |
| 42               | 14 novembre 2007  | Toulouse               | France     | Havana                           |
| 43               | 15 novembre 2007  | Montpellier            | France     | Rockstore                        |
| 44               | 16 novembre 2007  | Marseille              | France     | Espace Julien                    |
| 45               | 20 novembre 2007  | Limoges                | France     | Salle J. Lennon                  |
| 46               | 21 novembre 2007  | Agen                   | France     | Esp. F. Mitterrand               |
| 47               | 22 novembre 2007  | Castres                | France     | -                                |
| 48               | 23 novembre 2007  | Perpignan              | France     | El Mediator                      |
| 49               | 24 novembre 2007  | Montauban              | France     | Rio Grande                       |
| 50               | 24 novembre 2007  | Montigny-le-Bretonneux | France     | La Ferme du Manet                |
| 51               | 3 décembre 2007   | Paris                  | France     | Bobino                           |
| 52               | 13 décembre 2007  | Le Tampon              | La Réunion | Théâtre Luc-Donat                |
| 53               | 14 décembre 2007  | Saint-Leu              | La Réunion | La Ravine                        |
| 54               | 17 décembre 2007  | Port-Louis             | Maurice    | La Citadelle                     |
| Deuxième Partie  |                   |                        |            |                                  |
| 55               | 27 février 2008   | Limoges                | France     | Zénith                           |
| 56               | 28 février 2008   | Angers                 | France     | Amphitéa                         |
| 57               | 1er mars 2008     | Bruxelles              | Belgique   | Forest National                  |
| 58               | 2 mars 2008       | Liège                  | Belgique   | Forum                            |
| 59               | 4 mars 2008       | Rouen                  | France     | Zénith                           |
| 60               | 5 mars 2008       | Beauvais               | France     | Elispace                         |
| 61               | 6 mars 2008       | Amiens                 | France     | Mégacité                         |
| 62               | 7 mars 2008       | Bruxelles              | Belgique   | Cirque Royal                     |
| 63               | 8 mars 2008       | Lille                  | France     | Zénith                           |
| 64               | 11 mars 2008      | Épernay                | France     | Millésium                        |
| 65               | 12 mars 2008      | Nancy                  | France     | Zénith                           |
| 66               | 13 mars 2008      | Strasbourg             | France     | Zénith                           |
| 67               | 14 mars 2008      | Metz                   | France     | Arènes                           |
| 68               | 15 mars 2008      | Besançon               | France     | Micropolis                       |
| 69               | 18 mars 2008      | Grenoble               | France     | Summum                           |
| 70               | 19 mars 2008      | Dijon                  | France     | Zénith                           |
| 71               | 20 mars 2008      | Genève                 | Suisse     | Aréna                            |
| 72               | 21 mars 2008      | Cournon                | France     | Zénith                           |
| 73               | 22 mars 2008      | Lyon                   | France     | Halle Tony-Garnier               |
| 74               | 25 mars 2008      | Nice                   | France     | Palais Nikaïa                    |
| 75               | 26 mars 2008      | Toulon                 | France     | Zénith                           |
| 76               | 27 mars 2008      | Marseille              | France     | Dôme                             |
| 77               | 28 mars 2008      | Montpellier            | France     | Zénith                           |
| 78               | 29 mars 2008      | Saint-Étienne          | France     | Palais des Spectacles            |
| 79               | 31 mars 2008      | Caen                   | France     | Zénith                           |
| 80               | 1er avril 2008    | Caen                   | France     | Zénith                           |
| 81               | 2 avril 2008      | Tours                  | France     | Grand Hall                       |
| 82               | 4 avril 2008      | Paris                  | France     | Zénith                           |
| 83               | 5 avril 2008      | Paris                  | France     | Zénith                           |
| 84               | 8 avril 2008      | Toulouse               | France     | Zénith                           |
| 85               | 9 avril 2008      | Pau                    | France     | Zénith                           |
| 86               | 10 avril 2008     | Bordeaux               | France     | Patinoire de Meriadeck           |
| 87               | 11 avril 2008     | Nantes                 | France     | Zénith                           |
| 88               | 12 avril 2008     | Rennes                 | France     | MusikHall                        |
| 89               | 14 avril 2008     | Le Mans                | France     | Antarès                          |
| 90               | 15 avril 2008     | Orléans                | France     | Zénith                           |
| 91               | 17 avril 2008     | Paris                  | France     | Palais omnisports de Paris-Bercy |
| 92               | 19 avril 2008     | Châteauroux            | France     | Tarmac                           |
| 93               | 21 avril 2008     | Paris                  | France     | Olympia                          |
| 94               | 22 avril 2008     | Bruxelles              | France     | Forest National                  |
| 95               | 23 avril 2008     | Lille                  | France     | Zénith                           |
| 96               | 25 avril 2008     | Lyon                   | France     | Halle Tony-Garnier               |
| 97               | 27 avril 2008     | Rouen                  | France     | Zénith                           |
| 95               | 28 avril 2008     | Rennes                 | France     | MusikHall                        |
| 96               | 29 avril 2008     | Nantes                 | France     | Zénith                           |
| 97               | 30 avril 2008     | Bordeaux               | France     | Patinoire Meriadeck              |
| 98               | 2 mai 2008        | Toulouse               | France     | Zénith                           |
| 99               | 5 mai 2008        | Metz                   | France     | Arènes                           |
| 100              | 3 juin 2008       | Laval                  | France     | Stade Francis-Le-Basser          |
| 101              | 4 juin 2008       | Brest                  | France     | Parc de Penfeld                  |
| 102              | 6 juin 2008       | Évry                   | France     | Agora                            |
| 103              | 7 juin 2008       | Montereau              | France     | -                                |
| 104              | 10 juin 2008      | Dijon                  | France     | Zénith                           |
| 105              | 13 juin 2008      | Gap                    | France     | Espace culturel                  |
| 104              | 11 juin 2008      | Cournon                | France     | Zénith                           |
| 104              | 15 juin 2008      | Strasbourg             | France     | Zénith                           |
| Troisième Partie |                   |                        |            |                                  |
| 105              | 18 juin 2008      | Bastia                 | France     | Santa-Giulia                     |
| 106              | 19 juin 2008      | Bastia                 | France     | Santa-Giulia                     |
| 107              | 24 juin 2008      | Rouen                  | France     | Zénith                           |
| 108              | 26 juin 2008      | Bruxelles              | Belgique   | Forest National                  |
| 109              | 27 juin 2008      | Nancy                  | France     | Zénith                           |
| 110              | 29 juin 2008      | Ciney                  | France     | Parc St-Roph                     |
| 111              | 30 juin 2008      | Douai                  | France     | Gayant Expo                      |
| 112              | 1er juillet 2008  | Dunkerque              | France     | Kursaal                          |
| 113              | 4 juillet 2008    | Istres                 | France     | Le Palio Arènes                  |
| 114              | 1er juillet 2008  | Nîmes                  | France     | Arènes                           |
| 115              | 6 juillet 2008    | Juan-les-Pins          | France     | -                                |
| 116              | 11 juillet 2008   | Neuve-Église           | France     | Vallée Ville                     |
| 117              | 13 juillet 2008   | La Rochelle            | France     | Esplanade St-Jean D'acre         |
| 118              | 16 juillet 2008   | Guérande               | France     | La Coulée Verte                  |
| 119              | 17 juillet 2008   | Saint-Malô-du-Bois     | France     | Théâtre de Verdure               |
| 120              | 18 juillet 2008   | Carhaix                | France     | Festival des Vieilles Charrues   |
| 121              | 20 juillet 2008   | Sion                   | Suisse     | Stade Tourbillon                 |
| 123              | 21 juillet 2008   | Aix-les-Bains          | France     | Théâtre de Verdure               |
| 124              | 22 juillet 2008   | Vienne                 | France     | Théâtre antique de Vienne        |
| 125              | 23 juillet 2008   | Carcassonne            | France     | Théâtre Jean-Deschamps           |
| 126              | 25 juillet 2008   | Monaco                 | France     | -                                |
| 127              | 27 juillet 2008   | Castres                | France     | -                                |
| 128              | 28 juillet 2008   | Dax                    | France     | Arènes                           |
| 129              | 29 juillet 2008   | Arcachon               | France     | Vélodrome                        |
| 130              | 1er août 2008     | Nancy                  | France     | Zénith                           |
| 131              | 4 août 2008       | Gemenos                | France     | Théâtre de Verdure               |
| 132              | 5 août 2008       | Vaison-la-Romaine      | France     | Théâtre antique                  |
| 133              | 6 août 2008       | Sainte-Maxime          | France     | Théâtre de la Mer                |
| 134              | 5 août 2008       | Royan                  | France     | Esplanade du Stade               |
| 135              | 14 août 2008      | Ajaccio                | France     | Théâtre du Casone                |